# تكون الجسيدات
تكون الجسيدات هي العملية التي يتم بها تكوين الجسيدات. وتكون هذه الجسيدات عبارة عن كتل زوجية من الأديم المتوسط والتي تتشكل على طول المحور الأمامي الخلفي للجنين النامي في الحيوانات الفقارية. في الفقاريات، تنمو هذه الجسيدات لتكون الهيكل العظمي والعضلات والغضاريف والأوتار وخلايا بطانة الأوعية الدموية والأدمة.

## نظرة عامة
في عملية تكون الجسيدات، تتكون الجسيدات من أديم (جسيدي) متوسط مجاور للمحور، وهي منطقة خاصة من الأديم المتوسط في الجنين الذي تكونت عصيبته. ويخضع هذا النسيج للتمدد المتقارب بينما يحدث تراجع في الصفيحة المحورية أو عملية المعيدة للجنين. ويمتد القُردود من قاعدة الرأس وحتى الذيل، كما يمتد معه شرائح سميكة من الأديم المتوسط المجاور للمحور.
وبينما تستمر الصفيحة المحورية في التراجع، تتكون الجسيدات من الأديم المتوسط المجاور للمحور من خلال «التبرعم» باتجاه منقاري مثل السوميتومير أو جدلات خلايا الأديم المتوسط وتتراص ثم تتفرق في شكل أجسام منفصلة. أدت الطبيعة الدورية لحدوث هذه الانقسامات إلى قول العديد من العلماء أن تكون الجسيدات يحدث عن طريق نموذج الساعة وصدر الموجة (clock-wavefront)حيث تتسبب موجات الإشارات المتطورة في التكوين الدوري للجسيدات.
ثم تتجمع هذه الجسيمات في طبقة خارجية (النسيج الظاهري) وفي الكتلة الداخلية (اللحمة المتوسطة).
ويتم تحديد هذه الجسيدات ذاتها وفقًا لمكانها، حيث إن الأديم المتوسط المجاور للمحور القِطعي في مكان تكون الجسيدات ذاتها يحدده موقعها على طول المحور الأمامي والخلفي قبل عملية تكون الجسيدات.
وتتحدد الخلايا داخل كل جسيدة على أساس موقعها داخل الجسيدة. بالإضافة إلى ذلك، فهي تحتفظ بقدرتها على أن تصبح أي نوع من هيكل الجسيدات المنقسمة حتى نهاية عملية تكون الجسيدات نسبيًا.

## إرسال الإشارات

### الدورية
بمجرد أن تصبح خلايا الأديم المتوسط قبل تكون الجسيدات، في المكان المناسب متبوعة بهجرة الخلايا أثناء تكوين المعيدة، يبدأ التعبير بالذبذبات عن الجينات في هذه الخلايا كما لو كان تنظمها ساعة لـ «النمو». وكما ذكرنا من قبل، فإن ذلك أدى إلى استنتاج الجميع أن تكوين الجسيدات يتم عن طريق «آلية الساعة والموجة».
ومن الناحية الفنية، فإن هذا يعني أن تكوين الجسيدات يحدث بسبب التذبذبات الكبيرة لشبكة الجينات ومنتجات الجينات داخل الخلية المستقلة؛ مما يجعل الخلية مذبذبة بين الحالة السَموح أو عدمه في شكل مستمر ومتجدد مثل الساعة. تتضمن هذه الجينات أعضاء من عائلة عامل نمو الخلايا الليفية ومسار إشارة شبكة البروتينات ومسار التُّلمة، بالإضافة إلى أهداف هذه المسارات. ويتقدم صدر الموجة تدريجيًا باتجاه من الأمام للخلف. وبينما يكون صدر موجة الإشارة متصل بالخلايا في حالة السَّموح فإنها تتعرض لانتقال اللحمة المتوسطة الظاهرية ثم تتجمع من الأديم المتوسط الخلفي قبل تكون الجسيدات لتُكَون حدًا من الجسيدات ثم تعيد إجراء العملية من أجل تكوين جسيدة أخرى.
ويبدو تفعيل دورة مسار التُّلمة، بشكل خاص، ذا أهمية كبيرة في نموذج الساعة وصدر الموجة. وهناك إشارة إلى أن تفعيل دورة مسار التُّلمة ينشط سلسلة من الجينات الضرورية للجسيدات لفصلها عن الجسم المحوري الأساسي. ويتحكم في ذلك وسائل متباينة في فصائل مختلفة عبر حلقة بسيطة للتغذية المرتدة السلبية في أسماك الزرد أو في عملية معقدة حيث تؤثر ساعات FGF وWnt كما في الدجاج والفئران. ومع هذا فإنه بشكل عام، يعتبر نموذج ساعة الانقسام من النماذج التي تم الإبقاء عليها بشكل كبير في نماذج النمو.
يجب أن ينتج التعبير الأساسي ذبذبة لـ «جينات الساعة» بصفة دورية مساوية للوقت اللازم لتكوين جسيدة واحدة، على سبيل المثال، 30 دقيقة في حالة سمكة الزرد، و90 دقيقة في حالة الدجاج، و100 دقيقة في حالة الثعابين.
يعتبر تذبذب الجينات في الخلية قبل تكوين الجسيدات في الغالب، لكن ليس تمامًا، استقلالًا للخلية. عندما تنتشر إشارات التُّلمة في سمكة الزرد؛ فإن الخلايا المجاورة لم تعد تتذبذب بشكل متزامن، مما يشير إلى أن إشارات التُّلمة هامة في الحفاظ على تزامن الخلايا المجاورة. بالإضافة إلى ذلك، تظهر بعض التبعية الخلوية في الدراسات المهتمة ببروتين القنفذ الصوتي (Shh) في عملية تكوين الجسيدات. على الرغم من أن تعبير مسارات بروتين القنفذ الصوتي (shh) لم يتم الإبلاغ عنه في الذبذبات الحادثة في الأديم المتوسط قبل تكوين الجسيدات، لكن يتم التعبير عنها خلال الأديم المتوسط قبل تكوين الجسيدات في أثناء عملية تكون الجسيدات. عندما يذوب القردود في أثناء عملية تكوين الجسيدات في الكتكوت الجنين، يتكون العدد المناسب من الجسيدات، لكن ساعة الانقسام تتأخر في ثلثي الجزء الخلفي من الجسيدات. ولا تتأثر بذلك الجسيدات الأمامية. وفي إحدى الدراسات، تمت محاكاة النمط الظاهري عن طريق مثبطات بروتين القنفذ الصوتي، وتم إكمال عملية تكوين الجسيدات في الوقت المناسب عن طريق بروتين القنفذ الصوتي (shh) الخارجي، وأظهرت الدراسة أن الإشارة المفقودة الصادرة عن القردود يتوسطها بروتين القنفذ الصوتي (shh).

### الإشارات الصادرة أثناء انفصال وتشكل النسيج الظهاري للجسيدات
يعتمد الانفصال الظاهري للجسيدات على جذب الخلايا بعيدًا عن بعضها البعض وتكوين حدود واندماجات جديدة بين مختلف الخلايا. تشير الدراسات إلى أهمية المسارات التي تتضمن مستقبلات أف وأفرين (Ephrin) من أسرة البروتينات، والتي تنسق تكوين الحدود في هذه العملية. كما أن فبرونيكتينات وكادهيرينات تساعد الخلايا المناسبة الموجودة بجانب بعضها البعض.

### المواصفات والاختلافات
بالنسبة للأديم المتوسط الذي يتكون منه الجسيدات، فإن تجارب خريطة مجريات المصير عند مرحلة الأريمات يظهر به أسلاف الأديم المتوسط قبل تكون الجسيدات وفي مكان تكوين المعيدة، ويُشار إليها كصفيحة محورية في بعض الكائنات في المناطق المحيطة بالمنظم. أظهرت التجارب أنه فقط في مرحلة متأخرة من المعيدة يسري على هذه الخلايا مجريات المصير الخاصة بالمحور، مما يعني أن تحديد المصير تتحكم فيه بقوة الإشارات المحلية ولم يتم تحديدها مسبقًا. على سبيل المثال: تعرض الأديم المتوسط قبل تكون الجسيدات إلى البروتينات المخلقة بالعظام (BMPs) يعمل على تبطين النسيج، ومع ذلك فإنه في الجسم الحي، تمنع ذلك مضادات البروتين المخلق بالعظام والتي يفرزها المنظم (مثل بروتين النوجين "Noggin" والكوردين "chordin") مما يعزز تكوين الهياكل الظهرية.

## إنهاء عملية تكوين الجسيدات
لم يتم التعرف حتى الآن بالتحديد على الآلية التي تسبب إنهاء عملية تكوين الجسيدات. هناك آلية واحدة مقترحة وهي موت الخلية في الخلايا الأكثر تأخرًا في الأديم المتوسط المحوري؛ لذا فإن هذه المنطقة لا يتم تكوين الجسيدات بها. ويقول آخرون إن تثبيط البروتين المخلق بالعظام الذي يرسل إشارات عن طريق بروتين النوجين، وهو جين مستهدف في مسار إشارة شبكة البروتينات، يعوق انتقال النسيج الظاهري إلى اللحمة المتوسطة وهو ضروري لانقسام الجسيدات وخروجها من مجموعات الأديم المتوسط مما ينهي عملية تكوين الجسيدات. كما أشارت الدراسات كذلك إلى احتمال لعب حمض الريتونيك الداخلي في المنطقة الذيلية في وضع نهاية لتكوين الجسيدات في هذه المنطقة الذيلية.

## تكوين الجسيدات في الأنواع المختلفة
لدى مختلف الأنواع أعداد مختلفة من الجسيدات. فعلى سبيل المثال، يوجد في الضفادع ما يقرب من 10، وفي الجنس البشري 33، وفي الدجاج 50، والفئران 65، والثعابين لديها أكثر من 300 وحتى 500 من الجسيدات.
ولا يتأثر عدد الجسيدات بالتغيير في حجم الجنين، وهذا ثابت من خلال التجارب العملية. ونظرًا لأن كافة الأجنة التي تنمو من نوع معين يكون لديها نفس العدد من الجسيدات، فعادة ما يستخدم عدد الجسيدات كمرجع لتحديد العمر في الفقاريات النامية.